# La Hiru
La Hiru is een bestuurslaag in het regentschap Oost-Soemba van de provincie Oost-Nusa Tenggara, Indonesië. La Hiru telt 905 inwoners (volkstelling 2010).